# Maillat
Maillat település Franciaországban, Ain megyében. Lakosainak száma 693 fő (2022. január 1.). Maillat Ceignes, Chevillard, Condamine, Labalme, Peyriat, Saint-Martin-du-Frêne és Vieu-d’Izenave községekkel határos.

## Népesség
A település népességének változása:
| Lakosok száma | 520  | 578  | 623  | 640  | 670  | 623  | 635  | 660  | 668  | 693  |
|               | 1968 | 1982 | 1990 | 2006 | 2011 | 2016 | 2017 | 2019 | 2020 | 2022 |